# Allotrichoma picenum
Allotrichoma picenum is een vliegensoort uit de familie van de oevervliegen (Ephydridae). De wetenschappelijke naam van de soort is voor het eerst geldig gepubliceerd in 1990 door Canzoneri & Rampini.